# Heartwell (Nebraska)
Heartwell je selo u američkoj saveznoj državi Nebraska. Prema popisu stanovništva iz 2010. u njemu je živjelo 71 stanovnika.